# Divin (eau-de-vie)
Pour les articles homonymes, voir Divin (homonymie).

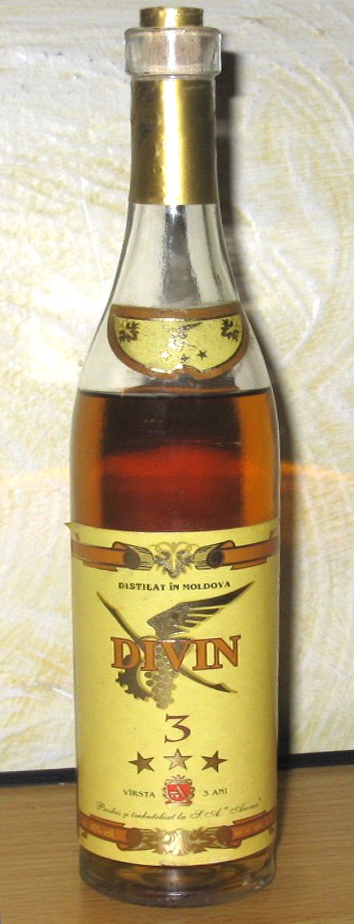
Divin

Le Divin est une eau-de-vie de vin produite depuis le XIXe siècle (sous l'impulsion initiale du viticulteur Christophe-Charles Sicard, établi à Vadul lui Vodă), dans la région du Codru, autour de Calarasi, en Moldavie. Elle est connue surtout dans les pays de l'ancien Empire russe et de l'ancienne Union soviétique, et exportée dans ces pays, en Roumanie et en Bulgarie.

## Note
1. ↑  Constantin Pârvulescu, Le Cognac, Flammarion, 2001